# Obertor (Schweinfurt)

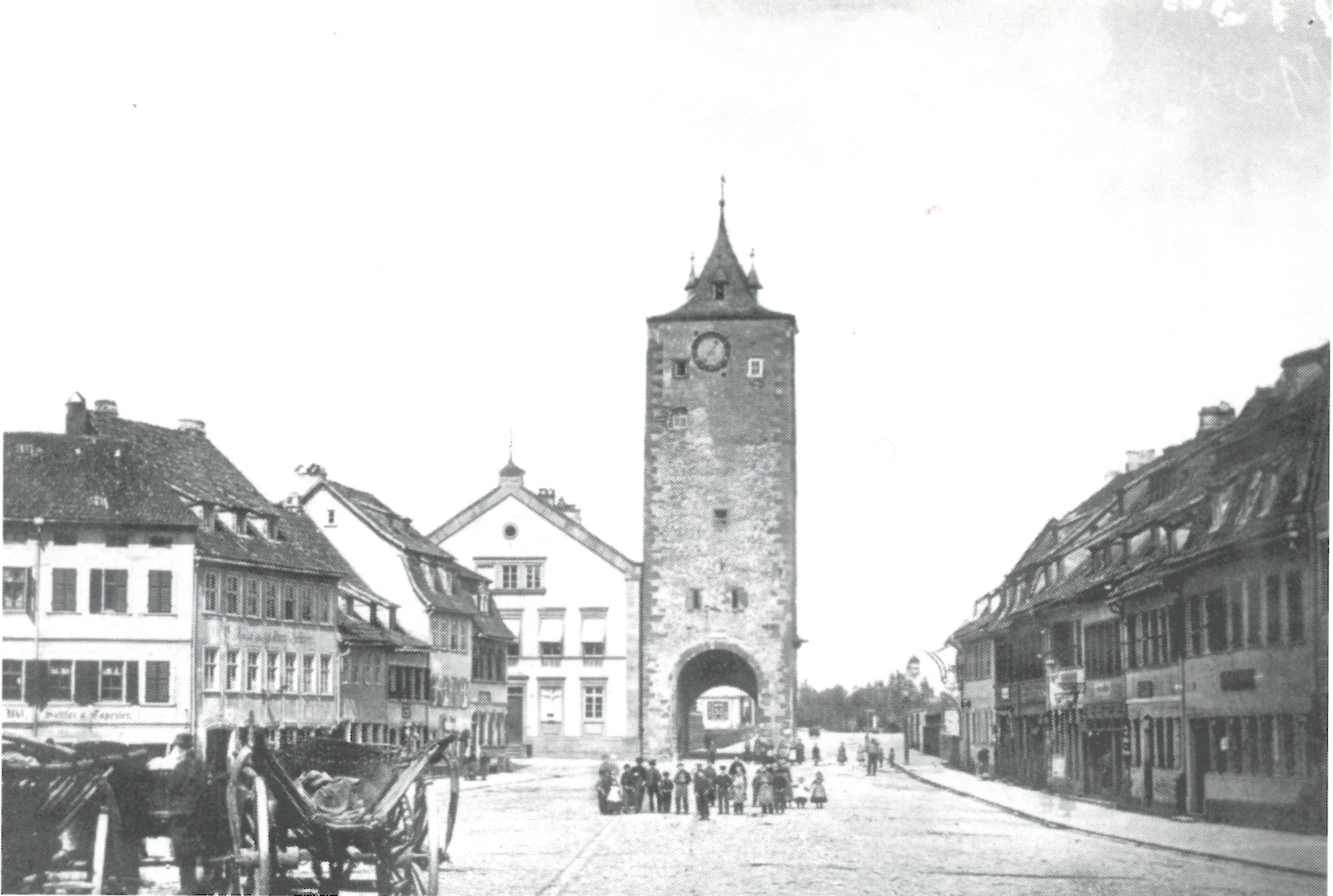
Kornmarkt mit äußerem Obertor 1871. Links neben dem Tor das Haus Kornmarkt 17 (heute Sattlervilla). Das Haus rechts des Tores (Baulücke) wurde 1870 und das Tor 1872 abgebrochen. Rechts der Baulücke steht heute das neungeschossige Gretel-Baumbach-Haus

Obertor ist der Name für einen Verkehrsknotenpunkt und zwei einstige Stadttore in Schweinfurt. Das innere Obertor am Südende des Kornmarkts, an der Einmündung der Oberen Straße, wurde 1554 zerstört. Das äußere Obertor (heute nur noch Obertor genannt) am Nordende des Kornmarkts wurde im Zuge der Industrialisierung und Verbreiterung der Straßen 1872 abgebrochen.

## Übersicht der Schweinfurter Stadttore
Die Reichsstadt Schweinfurt besaß nach der Stadterweiterung im 15. Jahrhundert (siehe: Altstadt, Stadterweiterung) und dem Abbruch zweier dadurch unnötig gewordener, innerer Tore fünf Stadttore. Vom Süden am Main beginnend waren das (gegen den Uhrzeigersinn) Brückentor, Mühltor, Obertor, Spitaltor und Fischertor. Dazu kam als sechstes Tor später noch das Neutor. Alle Tore wurden im 19. Jahrhundert abgerissen.

## Etymologie
Das innere und äußere Obertor lag jeweils am höchsten Punkt der Altstadt vor bzw. nach der Stadterweiterung, daher sein Name.

## Inneres Obertor
Das innere Obertor war der nördliche Stadtausgang der ersten Stadtmauer, bis zur Stadterweiterung. Es stand am Nordende der Oberen Straße, auf der Höhe der westlichen, heute nicht in die Obere Straße einmündenden Bodengasse (Sackgasse). Die Fundamente des Inneren Obertors wurden aufgefunden und die Stelle gekennzeichnet.

## Äußeres Obertor

### Lage

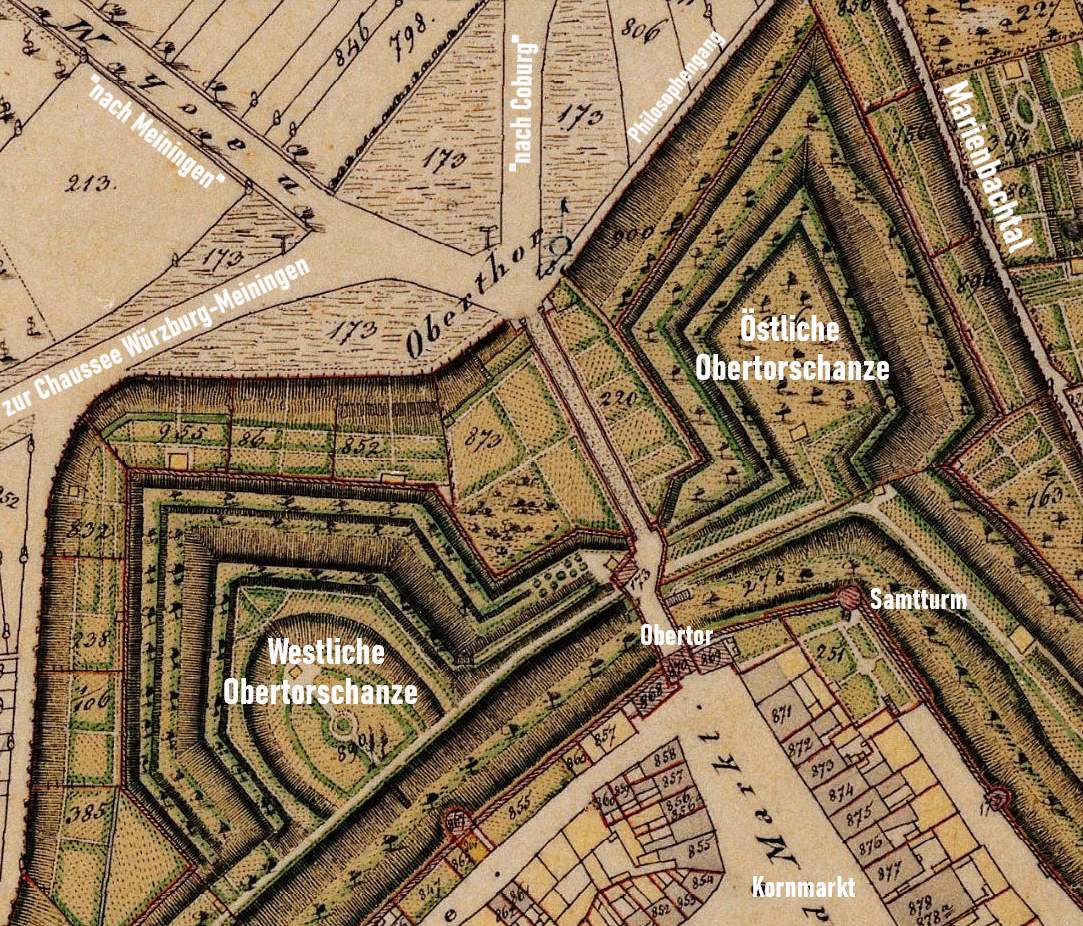
Lage Obertor und Obertorschanzen. Bayerisches Urkataster (1808–1864)

Das äußere Obertor wurde im Zuge der Stadterweiterung am östlichen Ende des Nordwalls angelegt. Hier begann die alte Landstraße nach Meiningen und Coburg. Das Tor bildete den nördlichen Abschluss des Kornmarkts und lag in Höhe des heutigen Hauses Kornmarkt 17, der Sattlervilla.
Das Obertor als Adresse entstand erst um 1955, für den unweit nördlich des einstigen Tores gelegenen Verkehrsknotenpunkt (siehe: Obertorkreuzung).

### Geschichte
Das Obertor war von allen Toren der Stadt das wohl sturmerprobteste. Im Zweiten Markgrafenkrieg 1554 wurden inneres und äußeres Obertor zerstört. Der Turm am äußeren Obertor wurde 1556 repariert. 1562 wurde der Turm oben abgeworfen und eine neue Spitze draufgesetzt. 1564 waren alle Aufbauarbeiten abgeschlossen, mit Türmerwohnung, großer Durchfahrt und Fallgatter.
Kurz vor Ende des Dreißigjährigen Kriegs 1647 durchlöcherten schwedische Truppen den Torturm mit Kanonenkugeln. Nach der Einnahme der Stadt durch die Schweden wurde der Turm 1648 wieder hergestellt. Hierzu wurden die Steine der Bartholomäuskirche bei Grafenrheinfeld verwendet. Um dieselbe Zeit wurden dem Tor zwei Schanzen vorgelagert, die Östliche- und Westliche Obertorschanze. 1728 wurde vor dem Tor eine „schöne, steinerne“ Brücke über den Stadtgraben errichtet. 1762 wurde das Fallgatter im Siebenjährigen Krieg von den Preußen gesprengt.
1870 ließen die Stadtväter das städtische Häuschen rechts des Turms (vom Kornmarkt aus gesehen), das die Ausfahrt beengte, abreißen und 1872 den Torturm. Die steinerne Brücke vor dem Obertor ging beim Auffüllen des Grabens vor dem Tor für die heutige Obertorkreuzung verloren.  Trotz allem blieb das Obertor bis heute in Form seiner bekannten historischen Abbildung mit Blick vom Kornmarkt das imaginäre Wahrzeichen der nördlichen Altstadt und wurde in einer Abbildung am Haus der Gaststätte Obertor in der Bauerngasse verewigt.

### Weiteres
Nach dem Wiederaufbau des Tores nach seiner Zerstörung im Dreißigjährigen Krieg wurde die Außenseite des Tores mit dem Wappen von Generalfeldmarschall Wrangel und dem der Königin Christina von Schweden geziert. 1681 wurde der Turm mit einer Glocke ausgestattet.
An der 1728 vor dem Tor erbauten Brücke lautete eine lateinische Inschrift: „Der goldene Friede möge gedeihen, unsere Freiheit möge dauern soviel Jahre, als diese Brücke Steine hat.“ 75 Jahre später verlor Schweinfurt seine Reichsfreiheit.

## Umgebung

### Obertorkreuzung

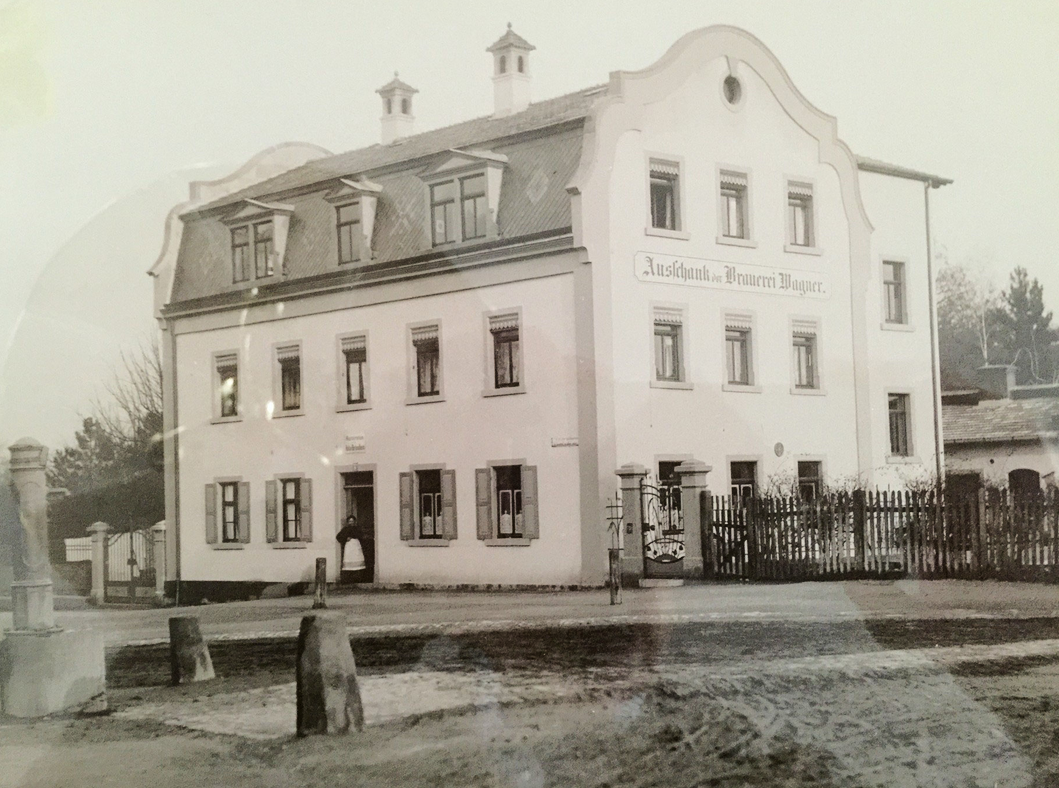
An der Obertorkreuzung um 1920. Gasthaus Grüner Baum, damals Ausschank der Brauerei Wagner

An dem nördlich der beiden Obertorschanzen gelegenen Verkehrsknotenpunkt am Stadtring-Nord laufen sechs Straßen zusammen. Im Uhrzeigersinn von Westen: Niederwerrner Straße (Stadtring), Friedhofstraße, Deutschhöferstraße, Klingenbrunnstraße, Fehrstraße (Stadtring) und Kornmarkt.
Bereits in den 1960er Jahren war hier ein Großprojekt mit Straßentunnel in der Linie Niederwerrner Straße–Fehrstraße (Stadtring) einschließlich geplant. Nördlich des Tunnels sollte eine großstädtische Rahmenbebauung entstehen, unter Einbeziehung des Areals der Kartonagenfabrik Allmis. Das Projekt wurde nicht ausgeführt, die Planung wurde schließlich ganz aufgegeben. Deshalb hat das Areal der Obertorkreuzung und seiner Umgebung heute noch den Charakter eines wenig urbanen Provisoriums aus der Nachkriegszeit.
Das Bayerische Landesamt für Umwelt unterhält im Rahmen des Lufthygienischen Landesüberwachungssystems Bayern (LÜB) eine Messstation an der Obertorkreuzung.

### Gastronomie
Das Altstadtquartier südlich des einstigen äußeren Tores, mit seinen historischen Wirtshäusern (u. a. Gaststätte Obertor, Zum Wilden Mann) hatte in den 1990er Jahren seine Blütezeit als Kneipenviertel (siehe: Altstadt (Schweinfurt), Kneipenmeile). Danach kam es zu einzelnen Schließungen. In neuerer Zeit erfuhr das nördliche Gebiet um die Obertorkreuzung eine gastronomische Belebung.